# ميغ ويتمان
مارغريت كوشينغ «ميغ» ويتمان (14 أغسطس، 1956) هي سيدة أعمال وصاحبة منصب تنفيذي. وهي مديرة شركة هوليت-باكارد (HP)، ورئيسة مجلس إدارتها والمديرة التنفيذية. ولدت ويتمان في لونغ آيلند بولاية نيويورك. تخرجت ويتمان في جامعة برنستون وكلية هارفارد للأعمال.
شغلت ويتمان منصبًا تنفيذيًا في شركة والت ديزني، حيث كانت نائب رئيس التخطيط الاستراتيجي طوال ثمانينيات القرن الماضي. وفي تسعينيات القرن الماضي، شغلت منصبًا تنفيذيًا آخر في شركات: دريم ووركس ستوديوز، شركة بروكتر وغامبل، وشركة هاسبرو. وإضافة إلى ذلك، ترأست ويتمان مجلس إدارة شركة إيباي، وكانت المدير التنفيذي في الوقت ذاته من عام 1998 وحتى 2008. وأثناء تلك الفترة، أشرفت ويتمان على توسيع نفوذ الشركة حيث حوت الشركة 15,000 ألف موظف وعائدات سنوية قُدرت ب 8 مليار دولار أمريكي عام 2008؛ مقارنة ب 30 موظف وعائدات سنوية 4 مليار دولار أمريكي عام 1998. وفي عام 2014، أدرج اسم ويتمان في قائمة فوربس لأكثر السيدات تأثيرًا في العالم.
وفي 2008، ذكرت صحيفة النيويورك تايمز بأن ويتمان تبدو من بين النساء الأكثر توقعًا بتوليهم رئاسة الولايات المتحدة الأمريكية. وفي فبراير 2009، خاضت ويتمان انتخابات حاكم ولاية كاليفورنيا، لتصبح ثالث امرأة تتولى هذا المنصب في 20 عامًا فقط. وفي يونيو 2010، فازت ويتمان بانتخابات الحزب الجمهوري. وفي العام ذاته، صارت ويتمان رابع أغنى سيدة في ولاية كاليفورنيا بثروة بلغت 1,3 مليار دولار أمريكي. أنفقت ويتمان على حملتها الانتخابية أكثر من أي مرشح آخر؛  إذ أنفقت 144 مليون دولار أمريكي من مجموع ثروتها، و178,5 مليون دولار أمريكي بما في ذلك الجهات الممولة. لكن في 2 نوفمبر، خسرت ويتمان الانتخابات لصالح إدموند جيرالد براون (جيري براون).

## نشأتها والتعليم

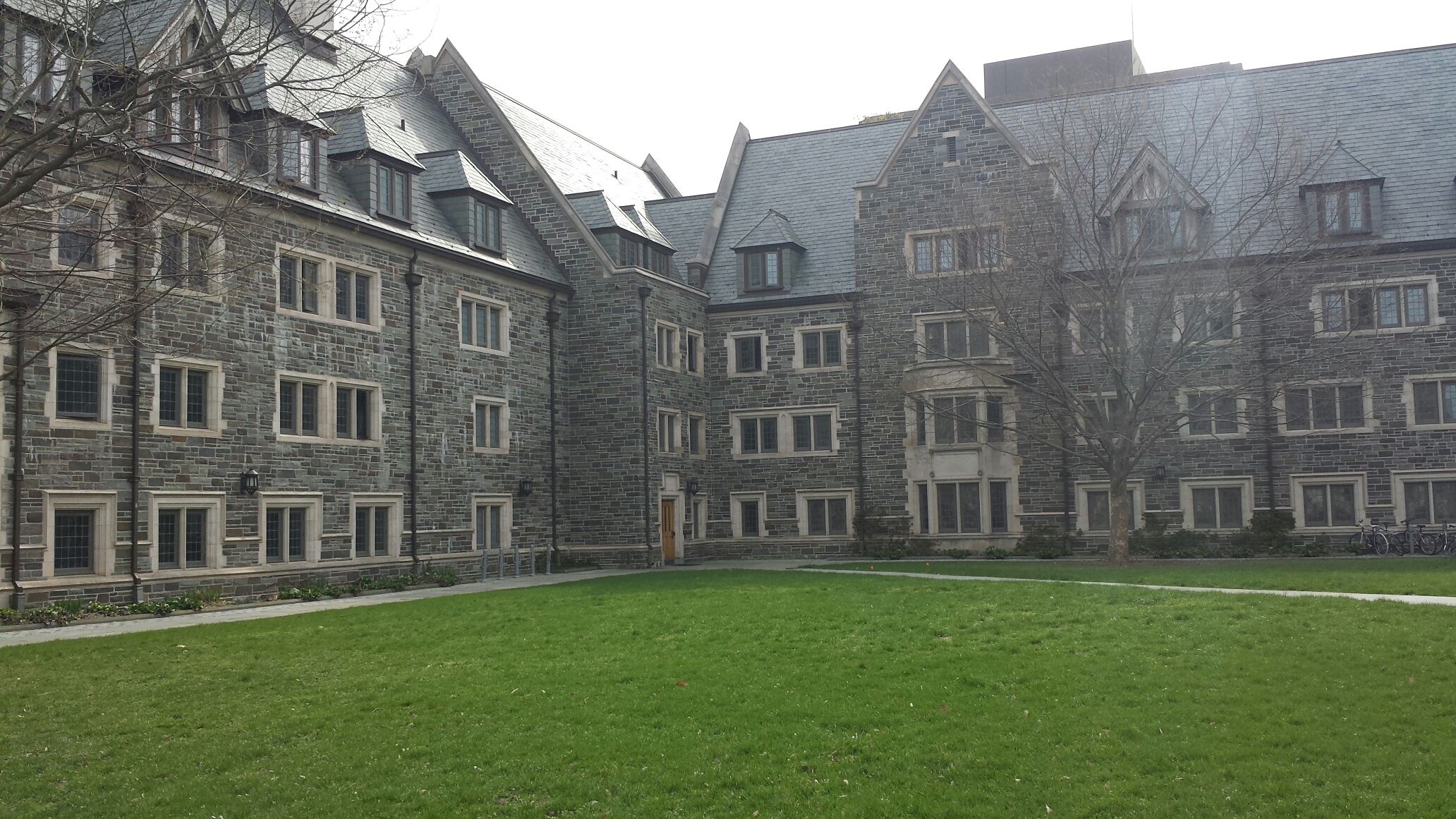
جامعة برينستون حيث درست ويتمان العلوم والرياضيات

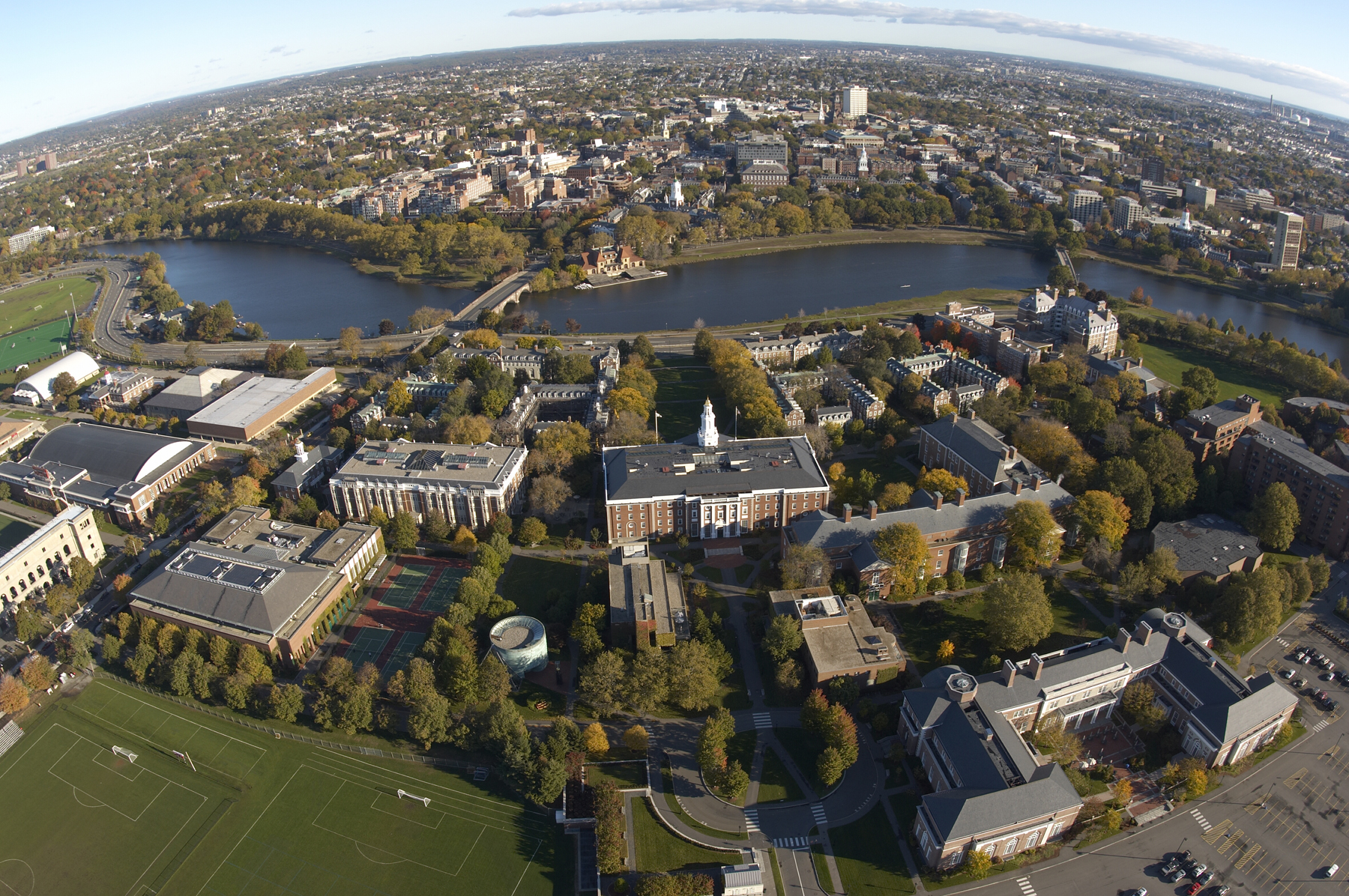
صورة جوية لكلية هارفرد للأعمال حيث حصلت ويتمان على ماجستير إدارة الأعمال

ولدت ويتمان في قرية كولد سبرنج، نيويورك؛ وهي ابنة لمارجريت كوشينغ، وهندريكس هاليت ويتمان، الابن. كان رابع جد لها من عائلة والدها، إلناثان ويتمان، عضوًا في مجلس نواب نوفا سكوتيا. ومن جهة والدها أيضًا، فهي حفيدة الجد الثالث، للسيناتور الأمريكي تشالرز فارويل، من ولاية إلينوي.
ومن جهة والدها، فهي حفيدة المؤرخ والفقيه مونرو سميث؛ وحفيدة الجد الثاني لوالدتها، الجنرال هودي كوبر. ويشار إلى أن جدتها من جهة والدها، أديلايد شاتفيلد تايلور، هي أخت الاقتصادي واين شاتفيبد تايلور.
التحقت ويتمان بالمدرسة الابتدائية في كولد سبرنج في نيويورك، وأنهت دراستها بعد ثلاث سنوات في 1974. وفي مذكراتها، تقول ويتمان أنها كانت من أفضل عشرة طلاب.
ميغ تعد الأصغر بين 3 أشقاء. وكانت تحلم أن تصبح طبيبة يومًا ما، ولهذا درست العلوم والرياضيات في جامعة برينستون. لكن بعد قضائها فترة الصيف في تسويق الإعلانات لأحد المجلات، غيرت وجهتها لتدرس الاقتصاد؛  حاصلةً على درجة البكالريوس مع مرتبة الشرف عام 1977. وفي عام 1979، نالت ويتمان درجة الماجستير في إدارة الأعمال من كلية الأعمال بجامعة هارفارد.
تزوجت ويتمان من جريفيث هارش الرابع، جراح الأعصاب بالمركز الطبي الواقع بجامعة ستانفورد. أنجبت ويتمان طفلان. اعتادت ويتمان العيش في مدينة أثرتون بولاية كاليفورنيا، منذ مارس 1998. وفي عام 2007، اكتمل بناء مجمع سكني بجامعة برينستون، وسمي بميغ ويتمان؛ تقديرًا لتبرعها بمبلغ 30 مليون دولار أمريكي لبنائه.

## الحياة الوظيفية

### البداية
كانت بدايات ويتمان الوظيفية عام 1979؛ إذ شغلت منصب مدير الصنف بشركة بروكتر وغامبل بمدينة سنسناتي الواقعة بولاية أوهايو. ولاحقًا، عملت ويتمان مستشارةً بمكتب شركة باين وكومباني للاستشارات الإدارية، الواقعة بسان فرانسيسكو. ومع الوقت، تقلدت ويتمان العديد من المناصب الأعلى لتصل إلى منصب نائب أول لرئيس الشركة.
وفي 1989، صارت ويتمان نائب رئيس التخطيط الاستراتيجي لشركة والت ديزني. وبعد عامين، عملت ويتمان لصالح شركة «سترايد رايت»؛ قبل أن تتقلد منصب الرئيس والمدير التنفيذي لشركة «فلورستس ترانسوورلد دليفري» عام 1995.
و بصفتها مديرة تنفيذية لفرع بلاي سكول التابع لشركة هاسبرو؛ أشرفت ويتمان بدورها على إدارة وتسويق منتجي سيد بطاطس، وتليتبيز للأطفال في يناير 1997. كما قامت باستيراد برنامج الأطفال التلفزيوني تليتبيز من بريطانيا، وعرضه داخل الولايات المتحدة الأمريكية.

شعار شركة بروكتر وغامبل حيث استهلت ويتمان حياتها الوظيفية

### إيباي
بدأت ويتمان عملها بشركة إيباي في مارس 1998، حيث كان عدد موظفي الشركة 30 فقط،  وعائدات سنوية تقدر بحوالي 4 مليون دولار أمريكي. وخلال فترة عملها مديرة تنفيذية للشركة ذاتها، ارتفع عدد موظفي الشركة ليصل إلى 15,000 ألف موظف، في حين بلغت عائدات الشركة السنوية 8 مليار دولار أمريكي. صحيفة الاقتصادي، ميغ ويتمان. . رئيسة شركة “إتش بي”، بتاريخ 2 أغسطس 2008</ref></ref> وفي يومها الأول، كان الموقع الإلكتروني لشركة إيباي بسيطًا، تطغى عليه ألوان الأبيض والأسود، وكلمات غليظة. وفي يومها الأول، أوقفت ويتمان الموقع عن العمل لثماني ساعات. وحينها، أعربت ويتمان عن مدى عشوائية هذا الموقع؛ ومن ثم أنشأت فريقًا تنفيذيًا جديدًا.
نظمت ويتمان شركة إيباي من خلال تصنيفها إلى 23 تقسيم؛ ثم عينت لكل تقسيم مديرًا تنفيذيًا. بلغت عدد التقسيمات الفرعية 35,000 تقسيم، تحت مظلة ال 23 تقسيم الأساسية. وفي عام 2004، قامت ويتمان بإجراء العديد من التغييرات المحورية الخاصة بفريقها الإداري؛ حيث تولى جيف جوردون شركة باي بال، وأخذ مات بانيك على عاتقه العمليات الدولية؛ وأسندت العمليات داخل الولايات المتحدة الأمريكية إلى بيل كوب،  التي أخذت شعار الولايات المتحدة الملون؛ في حين تميزت كل من مواقع العمليات الدولية بشعار تجاري مميز.

شعار شركة والت ديزني، حيث عملت ويتمان نائب رئيس التخطيط الاستراتيجي

اختارت ويتمان جون دوناهو ليتولى إدارة شركة إيباي في مارس 2005. ومن هذا المنطلق، أصبح مسؤولاً عن جميع عناصر أعمال التجارة الإلكترونية حول العالم لشركة إيباي.
وأثناء فترة تولي ويتمان منصب المدير التنفيذي لشركة إيباي، أتمت صفقة شراء شركة سكايب مقابل 4,1 مليار دولار أمريكي نقدًا، بالإضافة إلى شراء أسهمها في سبتمبر 2005.
وفي عام 2009، باعت إيباي شركة سكايب بقيمة قدرها 2,75 مليار دولار أمريكي. وفي 2011، اشترت شركة مايكروسوفت سكايب مقابل 8,5 مليار دولار أمريكي.
وفي يونيو 2007، أثناء مقابلة مع رويترز، زعمت ويتمان طرد مساعدتها، موظفة الاتصالات يونغ مي كم. وفي سياق متصل من تلك الحادثة، قالت ويتمان: «في أي بيئة عمل تتسم بالضغوطات الشديدة، يعم التوتر». وقالت كيم: «نعم، إنه لحادث مؤسف. لكننا عالجناه وفقًا لطريق يخدم مصالح ويتمان وشركة إيباي». وقد تم حل المسألة بعد تسوية 200,000 دولار أمريكي.
استقالت ويتمان من منصبها بشركة إيباي في نوفمبر 2007، لكنها احتفظت بمنصبها في مجلس إدارة الشركة، ومستشارة للمدير التنفيذي الجديد جون دوناهو حتى أواخر عام 2008. وفي هذ العام، أصبحت ويتمان عضوًا بقاعة مشاهير الأعمال الأمريكية.
وفي لقاء صحفي مع صحيفة سان فرانسيسكو كرونيكل، ذكرت ويتمان: «طالما أقول أن عشرة أعوام تمثل وقتًا مناسبًا تقريبًا لتولي مهام منصب ما في شركة كالتي عملت بها». وأضافت: «حان الوقت لقيادة جديدة، منظور جديد، ورؤية جديدة».
حصلت ويتمان على العديد من الجوائز والأوسمة جراء إنجازاتها لشركة إيباي. وفي أكثر من مناسبة، أدرج اسم ويتمان بين أكثر النساء نفوذًا حسب مجلة فورتشن. وفي مجلة هارفارد للأعمال، جاءت ويتمان ضمن أفضل الرؤساء التنفيذيين في العقد الماضي. وأدرجتها صحيفة فاينانشال تايمز بين أفض 50 شخصية بارزة أحدثت تغييرًا خلال العقد.

شعار شركة إيباي حيث شغلت ويتمان منصب المدير التنفيذي بالشركة

ومن خلال عملها بشركة إيباي، وجدت ميغ نفسها «النجمة الشهيرة» التي تحضر احتفالات آلاف من مستخدمي موقع الشركة والقيام بتوقيع الأقمصة والبطاقات التجارية. وفي الحقيقة فإن ويتمان ليست مجرد «أيقونة» فحسب، بل إنها الصديق الحميم لكافة مستخدمي موقع الشركة، وتقدر ميغ هذا الأمر بقوة وهي تردد دائمًا أن نجاح الشركة يتوقف دائمًا على نجاح عملائها. وربما كانت أهم صفة تتمتع بها ميغ أنها إنسانة عادية وأم حريصة وتتعامل مع الناس على هذا الأساس، بمعنى امتلاكها الوجه نفسه في المنزل أو الشركة. ومن الوهلة الأولى تبدو الفلسفة الاقتصادية للشركة بمنتهى البساطة، فأولاً يتم اختيار مكان التبادل التجاري عبر موقع إيباي الإلكتروني، وبعدها يقوم البائعون باستقطاب المشترين، وهؤلاء بدورهم يقومون بجذب المزيد من البائعين وهكذا دواليك. ولعل وايتمان وفريقها المخلص يقومان ببناء شركة المستقبل أو «موديل» مؤسسات القرن الواحد والعشرين التي تتمتع بأقل عدد من الموظفين، وبأكبر نسبة ممكنة من الأرباح المالية. ويمكن القول هنا أن ويتمان تتحلى بنوع من الإبداع والخيال، حتى أن السلطة أو القوة التي تتمتع بها ويتمان تعتبر هي الأخرى غير مألوفة، فهي لا تملك تلك السلطة المعروفة من «تحكم» و«سيطرة»، مثلما هو الحال مع الشركات التقليدية، بل على العكس من ذلك فإن ميغ تملك «سلطة» أكثر تعقيدًا، حيث يشير المراقبون إلى أنها قضية لا تتعلق بالتحكم أو السيطرة أو بمقدار حجم الشركة، بل إنها مرتبطة كثيرًا بدائرة النفوذ. وبالطبع فهناك بعض الخطوات الأساسية التي ينبغي اتخاذها قبل توسيع دائرة النفوذ، مثل بناء المصداقية التي من الصعب هزها، والتي تتمثل بكل بساطة في أن تفعل ما تقول. ربما يبدو هذا الأمر عاديًا، لكن من المدهش عندما نرى أن عددًا غير قليل من المديرين التنفيذيين لا يتبعون مثل هذه القاعدة.

### مجالس الإدارة
وحتى عام 2009، كانت ويتمان قد عملت في مجالس إدارة شركات: إيباي، ومجموعة سوميت بابلك، وشركة بروكتر وغامبل، وشركة دريم ووركس ستوديوز. كانت ويتمان قد عُينت في مجلس إدارة بنك غولدمان ساكس في أكتوبر عام 2002، وتبعتها باستقاله في ديسمبر 2002؛ وسط أزمة حول تلقيها أسهم من خلال العديد من الاكتتابات العامة التي كان يطرحها غولدمان ساكس، رغم أنها نفت حدوث ذلك مطلقًا.
وفي مارس 2011، عُينت ويتمان مستشارةً لبعض الوقت لصالح شركة «بيكينز كوفيلد آند بايرز» لرأس المال الاستثماري.

#### فضيحة
بعدما تبرعت ويتمان بمبلغ 2,5 مليون دولار أمريكي لصالح مجموعة «سوميت بابلك» عام 2011،  عُينت على الفور ضمن مجلس إدارة المجموعة ذاتها.

#### هوليت-باكارد
في يناير 2011، انضمت ويتمان إلى مجلس إدارة شركة هوليت-باكارد (HP). وفي 22 سبتمبر 2011، صارت ويتمان المديرة التنفيذية للشركة. وكخطوة منها نحو إحياء التركيز على قسم البحث والتطوير بشركة هوليت-باكارد، قامت ويتمان باتخاذ قرار رئيسي خلال السنة الأولى من توليها المنصب بإلزام الشركة بمواصلة تطوير قطاع أجهزة الحاسب الآلي.

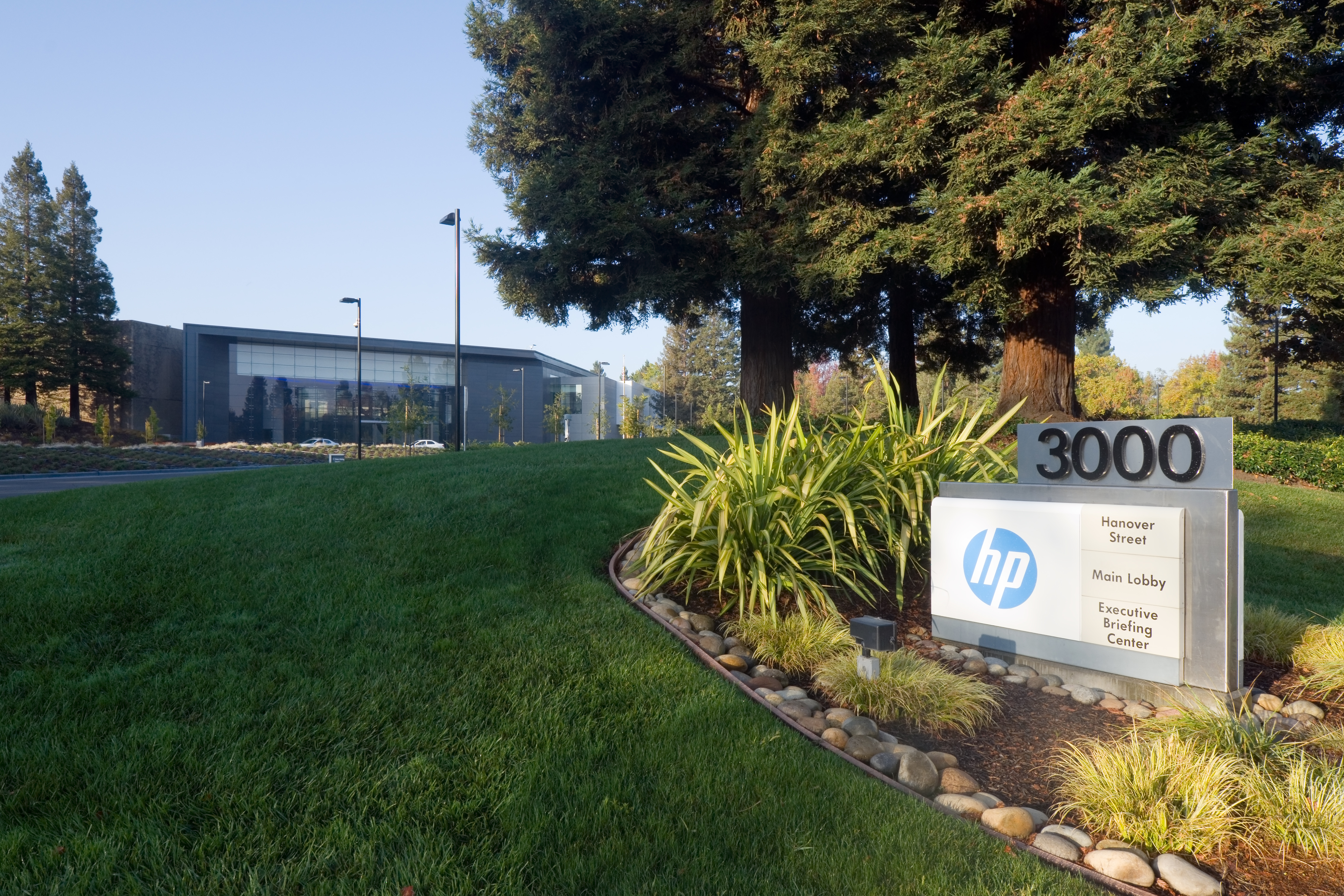
مقر شركة هوليت-باكارد الرئيسي حيث تولت ويتمان منصب المدير التنفيذي لها عام 2011

ويشار إلى إهمال المديرون قبلها لهذا القسم. فقد كانت شركة هوليت-باكارد (HP) التي على وشك التخلص من قسم تصنيع الأجهزة الشخصية التي تصنع الأنظمة الشخصية للحاسب الآلي وأنظمة التشغيل للأجهزة الذكية مثل النظام المفتوح المصدر ويب أو إس في العام الماضي على يد الرئيس التنفيذي السابق ليو أبوثيكر. وبالفعل كانت الشركة قد أنهت أكثر من 500 وظيفة في قسم الأجهزة الذكية. لكن ويتمان بعد وصولها إلى منصبها، قررت إلغاء القرار وأبقت قسم الأنظمة الشخصية وسمحت لمبرمجين أنظمة تشغيل بالم وويب أو إس الباقين العمل على الأنظمة المفتوحة المصدر.
ويشار إلى أن شركة هوليت-باكارد كانت قد اشترت نظام تشغيل «ويب أو إس» عام 2010، من شركة بالم المبتكرة الأصلية له، وذلك بمبلغ قدره 1.2 مليار دولار أمريكي. كان الوضع وقتذاك محفوفًا بالمخاطر؛ خصوصا أن النظام يحوي العديد من المشاكل، وتأتي هذه المشاكل بعد استبعادها لجهازها اللوحي (تاتش باد) HP Touchpad، غير أن ويتمان تفاجئت بالطلب القوي على الجهاز وذلك في خضم التخفيضات الناجمة في سعر الجهاز حيث كان السعر في التخفيضات 99 دولار أمريكي، ولم يكن من الواضح ما يجب القيام به، وقد سرت شائعات متضاربة حول مصير نظام التشغيل. حيث أن بعض المصادر قالت أن موقع (أمازون) Amazon يريد الحصول على نظام التشغيل هذا، ولكن هناك أيضا تقرير جديد يشير إلى أن شركة اتش بي سوف تحتفظ بنظام التشغيل لاستخدامه في الطابعات. وأثناء مقابلة مع الجريدة الفرنسية (لو فيغارو) Le Figaro صرحت ويتمان: «أن القرار النهائي حول نظام التشغيل سيكون خلال أسبوعين»، وأضافت: «يجب أن يكون لدينا نظام تشغيل آخر».
وفي مايو 2013، أعطت شركة بلومبيرغ ويتمان لقب «المديرة التنفيذية صاحبة أقوى أداء»، بين كبار مديري الشركات الأخرى، الذي تحول أداؤهم إلى الأفضل على حد سواء؛ بالنسبة للأسواق منذ توليهم مهام عملهم. وقد جاءت أسهم شركة هوليت-باكارد كأكثر الأسهم من حيث الأداء القوي بنسبة 30 % منذ تولى ويتمان منصبها بالشركة.

##### نجاح لحظي!
وفي عام 2012، أطلقت رسمياً شركة «هوليت-باكارد»، النسخة التجريبية الأولى «بيتا» من نظام التشغيل «ويب أو إس» المحمول مفتوح المصدر، وذلك بعد تصريحات «ميغ ويتمان» بثمانية أشهر فقط! تلك الخطة الطموحة إلى مواصلة مطوريها العمل على تطوير مشروع نظام «ويب أو إس» مفتوح المصدر، ليكون متاحًا أمام مجتمع مطوري المصادر المفتوحة، وفتح آفاق واسعة للإبداع والابتكار أمام المبدعين والمبرمجين للنهوض بجيل جديد من التطبيقات والأجهزة الجديدة.
وتتألف النسخة التجريبية من 54 عنصرا من نظام التشغيل تتضمن أكثر من 450 ألف أمر من التعليمات البرمجية "الشفرة"، وذلك بموجب ترخيص أباتشي 2.0-Apache License". ويوفر المشروع بيئتين مختلفتين إحداهما مخصصة لبرامج سطح المكتب والأخرى باستخدام إطار عمل بناء التوزيعة "OpenEmbedded". وتتسم هذه الإصدارات بتوفيرها بيئة مثالية لتطوير وتعزيز تجربة مستخدم، وتُسهل للمطورين والمبرمجين استخدام ما لديهم من أدوات لإنشاء تطبيقات وبرامج سطح مكتب بسرعة عالية، معتمدة في ذلك على نظام «ويب أو إس» المستند على نواة لينكس مفتوحة المصدر، أو باستخدام منصة التطوير البرمجية "OpenEmbedded".
ويُذكر أن شركة «هيوليت باكارد» ابتاعت نظام «ويب أو إس» المحمول من شركة «بالم» في أبريل/ نيسان عام 2011، بمبلغ قدره 1.2 مليار دولار أمريكي، ونظراً لعدم رواج أولى أجهزتها اللوحية «تاتش باد»، الذي أطلقته في يوليو/ تموز 2011 معتمدًا على هذا النظام، قررت الشركة إيقاف تطويره وخفض سعر جهازها اللوحي لـ99 دولارًا أمريكيًا، لكنها عادت وقررت إطلاق سراحه مرة أخرى كمشروع مفتوح المصدر في إطار ترخيص المصدر المفتوح، ووضعت خطة طموحة لتسريع وتحسين تطبيقاته ليكون منافساً لمنصة نظام تشغيل جوجل مفتوح المصدر الشهير «أندرويد».

#### مسار أفضل
و في بادرة ضمن خطة ويتمان نحو إحياء التركيز على قسم البحث والتطوير بشركة هوليت-باكارد، بدأت ويتمان خطة لإعادة الهيكلة في عام 2012 والتي وضعتها لتبسيط عمليات الشركة، وتسريع وتيرة التطوير والإبداع، وخفض النفقات، وتحقيق نتائج أفضل. يقول أندرو ميلروي من شركة فورست آند ساليفان للاستشارات: «يبدو أن الشركة نجحت في خفض النفقات وإعادة الهيكلة، لكن إتش بي لا تزال تكافح من أجل تحقيق قفزة في سوق تكنولوجيا المعلومات الذي يحقق نموًا في مجالات مثل الشبكات السحابية والهواتف.»
وفي مايو من العام 2014، أعلنت شركة هوليت-باكارد عن زيادة في الأرباح بنسبة 18 في المئة لتصل إلى 1,3 مليار دولار أمريكي للربع الثاني من العام، وذلك في بيان للشركة صدر قبل إغلاق أسواق المال الأمريكية. وقالت ميغ ويتمان، الرئيس التنفيذي للشركة، في بيانها: «يسرني أن أعلن أن التحول في إتش بي لا يزال في مساره الصحيح، ونحن نشكل إتش بي بالتدريج لتكون شركة أكثر فطنة، وأقل كلفة، وأكثر مركزية بالنسبة للمستهلكين والشركاء، ولتستطيع أن تنافس بنجاح في مجال تكنولوجيا المعلومات سريع التطور». وأضافت بأن التغييرات في الشركة لا تزال في مسارها الصحيح، وأضافت: «مع كل ربع عام مالي يمر، تحسن إتش بي نظمها، وهياكلها، وقدراتها الأساسية في الوصول إلى الأسواق.» ومع أن تأثر الشركة الشديد بتراجع مبيعات أجهزة الكمبيوتر المكتبية في الوقت الذي يتجه فيه المستهلكون نحو أجهزة أحدث مثل الأجهزة اللوحية (التابلت)، والهواتف الذكية، فإن ويتمان تحرص على تحويل تركيز الشركة نحو تصنيع معدات الحواسب والشبكات الإلكترونية التي تخدم قطاع الأعمال في ذلك المجال.
وفي مارس 2014، أعلنت ميغ ويتمان في لقاء عقدته مع المساهمين أنها ستحل أهم مشكلتين تعاني منهما الطابعات ثلاثية الأبعاد، وهما جودة تشطيبات الناتج النهائي، وبطء زمن الطباعة. كما أشارت إلى أن شركتها تعتزم الإعلان عن أول «تقنية كبيرة» في هذا المجال في حزيران القادم إلا أنها لن تقدم هذه الطابعات لسوق المستهلك بل للشركات الكبيرة التي تعمل في قطاع التصنيع والتصميم وإنتاج نماذج أولية عن المنتجات.
وأوضحت أيضاً أن الهدف الأول بالنسبة للشركة سيكون قطاع الأعمال، حيث تعتقد أن هناك طلبًا على الأنظمة التي يمكن استخدامها لطباعة النماذج الأولية أو حتى المنتجات النهائية.
وأخيرًا في أغسطس 2014، تمكنت «هوليت باكارد» من رفع إيراداتها خلال الربع المالي الثالث بوتيرة فاقت توقعات المحللين، مع تحسن مبيعات الحاسوب الشخصي في عدد من أسواقها حول العالم. وبلغت الإيرادات 27.6 مليار دولار أمريكي خلال الأشهر الثلاثة المنتهية في 31 تموز بنسبة ارتفاع 1.3%، في حين انتظر المحللون أن تحقق 27 ملياراً فقط. وتعد هذه المرة الأولى التي ترتفع فيها الإيرادات بعد 11 ربعاً متتالياً من التراجع، ما يعطي دفعة لرئيسة الشركة التنفيذية ميغ ويتمان في سعيها إلى تحسين أداء ثاني أكبر مصنع عالمي للكمبيوتر. ويشار إلى أن ربح الشركة الأميركية خلال تلك الفترة بلغ 985 مليون دولار مقارنة بـ 1.39 مليار دولار في المدة عينها من العام المالي لسنة 2013.

## غداة المثابرة
وبعد العديد من المعارك التي خاضتها ميغ ويتمان مع شركتها هوليت-باكارد ضد شركة لينوفو الصينية، فقد اقتنصت ويتمان المركز الأول في تصنيع الحواسيب. وفي عام 2013، جاءت شركة هوليت-باكارد ثاني أكبر بائع للحواسيب المحمولة على مستوى العالم. وفي عام 2009، جاءت شركة إتش بي التاسعة بين 500 شركة مرموقة في تصنيف مجلة فورتشن. في عام 2010، أعلنت الشركة عن ضمها لشركة ثري كوم. وفي 28 أبريل من العام 2010، أعلنت شركة هوليت-باكارد الاستحواذ على شركة بالم الأمريكية لصناعة الهواتف الذكية، مقابل 1,2 مليار دولار. وفي 2 سبتمبر 2010، فازت الشركة في عطاء بتقديمها أعلى سعر لضم شركة «ثري بار» (HP 3PAR)، أمام شركة ديل.

## مؤسسة خيرية
قامت ويتمان مشاركة مع زوجها في 21 ديسمبر عام 2006، بالتبرع ب 300,000 سهم من رأس مال شركة إيباي، والمُقدر ثمنها 9,4 مليون دولار أمريكي لصالح مؤسسة خيرية. وبحلول انتهاء العام الأول من إنشاء «مؤسسة جريفيث هارش الرابع ومارجريت ويتمان»، كانت أصولها قد بلغت 46 مليون دولارًا أمريكيًا؛ وصرفت نحو 125,000 دولار أمريكي لصالح أعمالاً خيرية أخرى.
حصل صندوق الدفاع عن البيئة على نصيب الأسد من تلك التبرعات. وفي عام 2010، عرض عليها وارن بافت الانضمام إلى جمعية «جيفين بليدج أو التعهد بالعطاء»، حيث يلتزم أثرياء العالم بالتبرع بنصف ثروتهم للجمعيات الخيرية. جاء رد ويتمان بالرفض، وأعربت عن التزامها للعمل بمؤسستها.

## مناصب سياسية
كانت ويتمان أحد الداعمين للمرشح الرئاسي ميت رومني –حاكم ولاية ماساتشوستس السابق عام 2008،  وكانت من ضمن الفريق الممول له. شاركت ويتمان أيضًا في تمويل لجنة رومني الاستكشافية. لكن مع تنحى رومني عن خوض السباق وتأييده جون ماكين، لجأت ويتمان إلى تأييد ماكين في حملته الرئاسية معتبرة إياه «الرئيس الوطني المشارك». وفي مناظرة عام 2008، توقع ماكين احتمال ترشيح ويتمان لمنصب وزيرة الخزانة الأمريكية؛  لكن ماكين لم يفز بالسباق الرئاسي عام 2008 أمام منافسة باراك أوباما.

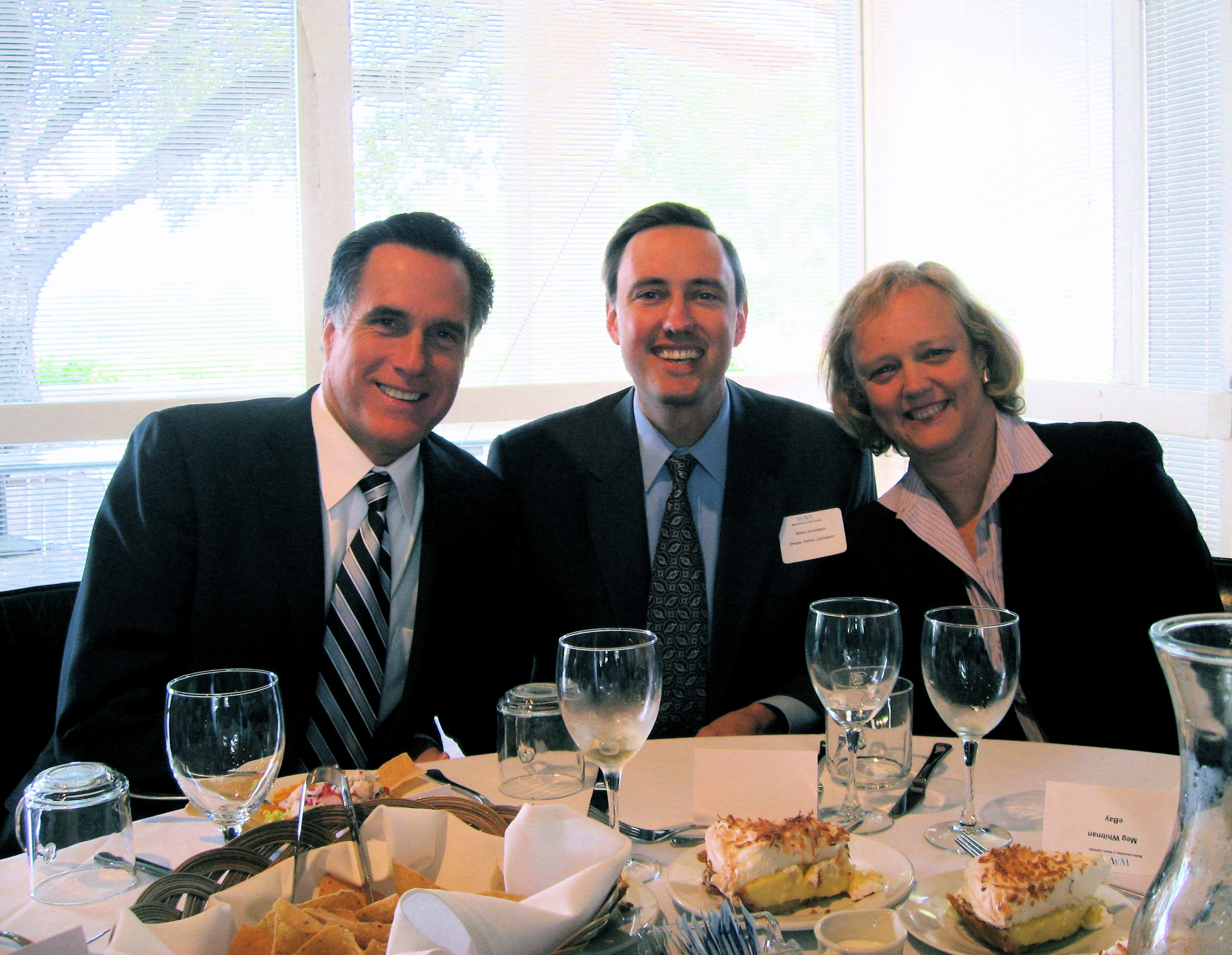
صورة تجمع بين ويتمان ورومني -المرشح الجمهوري، 1 مايو 2007

ولما كانت ويتمان تنافس على حاكم ولاية كاليفورنيا، كان برنامجها مُكرس لثلاثة محاور رئيسة: خلق فرص العمل، العمل على خفض النفقات الحكومية، وإصلاح النظام التعليمي للدولة (كيه-12). كانت تؤمن ويتمان أنه من الأفضل التركيز على بضع مهام والانتهاء منها بدلًا من البدء بكل شيء والانتهاء من بعضه".
وخلال الانتخابات التمهيدية للجمهوريين عام 2012، أيدت ويتمان ميت رومني، الذي أشاد بها. ذكر رومني إمكانية ترشيح رومني عضوًا في إدارة حكومة رومني. لكن رومني لم يفز بالانتخابات العامة 2012 أمام منافسه باراك أوباما.

### البيئة
صرحت ويتمان بأنها لو ترشحت، ستقوم في اليوم الأول بتعليق قانون «حلول الاحتباس الحراري» لعام 2006،  لمدة عام حتى يتسنى لها دراسة الآثار الاقتصادية المحتملة له. يتطلب هذا القانون من الدولة خفض انبعاثات الغازات المسببة للاحتباس الحراري بنسبة 30 بالمائة بحلول عام 2020. خلال مؤتمر الحزب الجمهوري في مارس 2010، وصفت ويتمان مشروع قانون تغير المناخ الذي طرحه حاكم كاليفورنيا الجمهوري أرنولد شوارزنيجر «بالعمل القاتل». عارضت ويتمان «اقتراح رقم 23»، الذي من شأنه تأجيل قانون «أي بي 32» للتخلص من الاحتباس الحراري لمدة عام حتى يتسنى للحكومة خفض معدل البطالة إلى 5,5 %، مشيرة إلى عدم التعادل بين الحاجة إلى توفير الوظائف وضرورة الحفاظ على البيئة.
وبالنسبة للمسائل المتعلقة بالمياه، عارضت ويتمان أية قيود أخرى على توفير المياه بواد سنترال فالي بولاية كاليفورنيا؛ واقترحت على الرئيس أوباما إلغاء حكم قضائي بموجب الأحكام الواردة في «قانون الأنواع المهددة بالانقراض» الذي خفض إمدادات المياه من 5% إلى 7% أخرى.

### الهجرة غير الشرعية

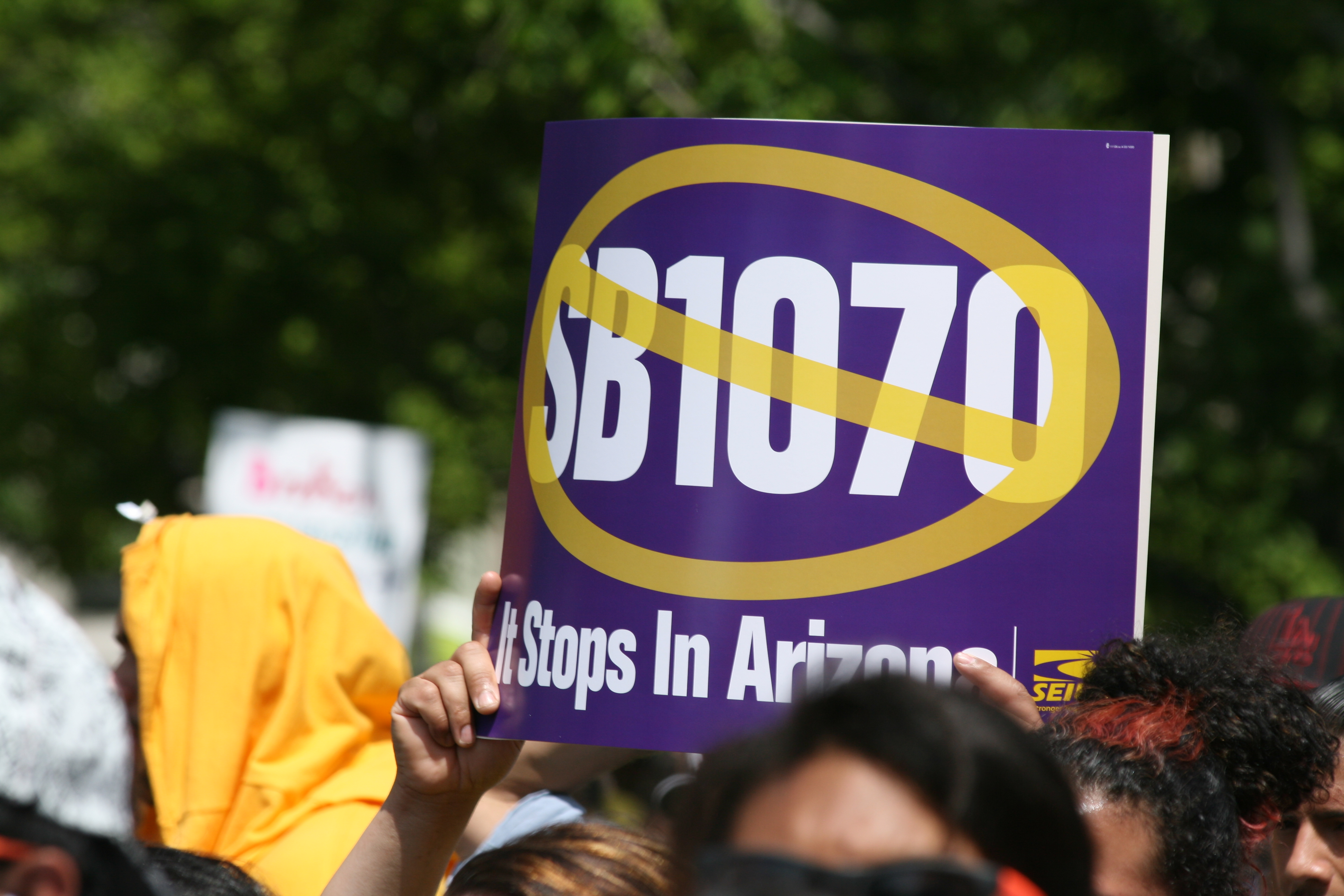
جانب من مظاهرات ضد قانون أريزونا رقم 1070، 2 مايو 2010

قالت ويتمان عن نهج تعامل ولاية أريزونا مع الهجرة غير الشرعية من خلال قانون أريزونا (إس بي 1070) أنه خطأ؛ وأشارت إلى وجود طرق أفضل لحل المشكلة. وأضافت بأنها لو عاصرت عام 1994 بولاية كاليفورنيا، لكانت صوتت ضد «المقترح 187» بشأن المهاجرين غير الشرعيين. وفي مقال افتتاحي أثناء حملتها الانتخابية لمنصب حاكم كاليفورنيا، كتبت ويتمان: «الواضح من فحص موقفنا من الهجرة غير الشرعية، أن هناك بعض المآخذ على جيري براون، وأنا مختلفة معه تمامًا».
ذكرت ويتمان أنه ينبغي أن يمنع المهاجرين غير الشرعيين من الطلاب من دخول المؤسسات التي تمولها الدولة للتعليم العالي. وفي الوقت الحالي، فإن قانون ولاية كاليفورنيا يسمح بذلك.
وفي عام 2009، دعت ويتمان إلى «طريق التقنين» للمهاجرين غير الشرعيين. في مقابلة عام 2010 على محطة تلفزيون «كيه تي إل إيه»، قالت ويتمان: «أريد محاسبة أرباب العمل لتوظيف العمال المسجلين فقط».

### الزواج – الإجهاض – الماريجوانا

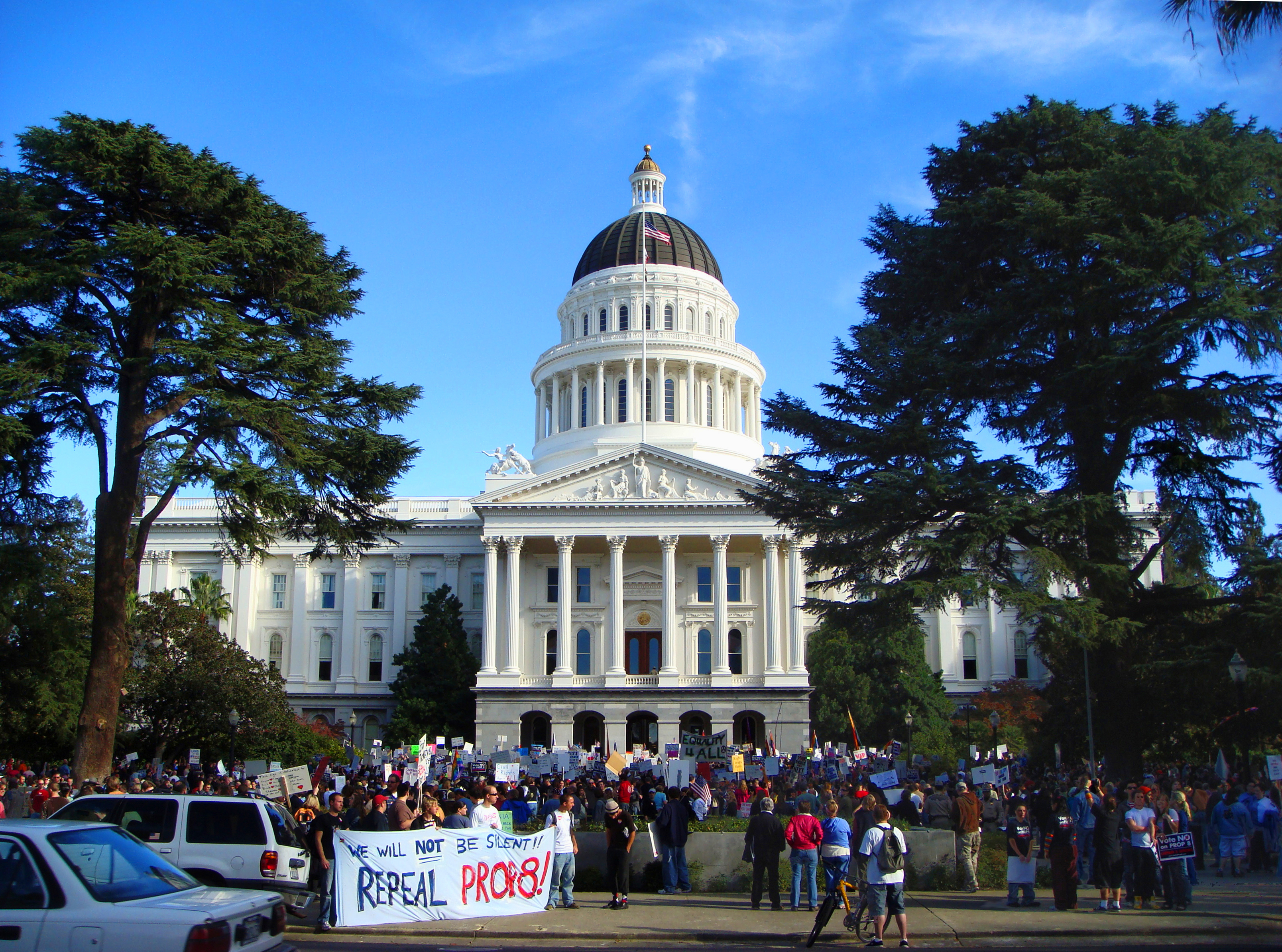
مظاهرات تندد بقانون المثليين رقم 8، ولاية كاليفورنيا، 9 نوفمبر 2008

وخلال انتخابات ولاية كاليفورنيا عام 2010، أعلنت ويتمان تأييدها لمقترح (رقم 8) التابع للولاية؛ الذي انعكس على حالات "الزواج من الجنس الواحد"، وساعد على تحديد مفهوم الزواج على أنه اتحاد بين رجل وامرأة في هذه الولاية. بالإضافة إلى ذلك، انتقدت ويتمان كل من حاكم ولاية كاليفورنيا أرنولد شوارزينجر، والمدعي العام جيري براون بسبب موقفهم المحايد تجاه المقترح (رقم 8) في النظام القضائي الاتحادي. لكن حدث عكس ذلك في 26 فبراير 2013، عندما أعلنت ويتمان رجوعها عن موقفها تجاه القانون ذاته معللةً: "في الوقت الحالي، أعتقد أن سكان الولاية قد درسوا الأمر جيدًا، وأؤمن أيضًا بأن الانقلاب على إرادة الشعب يعد توجهًا خاطئًا". وأضافت بأن "الوقائع والحجج التي قدمت منذ بدأ العملية القانونية تركت تأثيرًا عميقًا على تفكيري". صرحت ويتمان بأن الأزواج مثلي الجنس والسحاقيات على حد سواء، يجب أن يسمح لهم بحق التبني". ويشار إلى دعم ويتمان لحقوق الإجهاض. وفي حديثها عن الماريجوانا، ترى ويتمان أنه ليس لأي شخص بأي حال من الأحوال، وا لأي سبب أن يقننها؛ وأن فكرة تقنينها هي "أسوأ فكرة سمعتها".

### البنية التحتية
لم تكن ويتمان داعمةً لمشروع القطار فائق السرعة، المطروح والممول جزئيًا بولاية كاليفورنيا؛ ففي رسالة إلى صحيفة «ذا ساكرامينتو بي» قالت المتحدثة باسم ويتمان: «ترى ميغ بأن الولاية لا تقدر على سد تكاليف هذا المشروع الضخم، خاصة في ظل الظروف المالية الحالية».
لكن على النقيض، كان غريمها جيري براون يرى عكس ذلك؛ حيث كان متحمسًا جدًا للمشروع.
جعلت ويتمان سقف تبرعاتها النقدية يذهب بين مختلف المرشحين والدوريات. وفي حين سمح لكل من الجمهوريين والديمقراطيين باستقبال التبرعات،  ذهبت أغلب التبرعات لصالح الجمهوريين". منحت ويتمان لعدد قليل من المرشحين الديموقراطيين، بما في ذلك السيناتور باربرا بوكسر؛ متبرعةً لحملتها ب 4,000 دولار أمريكي، كما خدمت بلجنتها "أصدقاء بوكسر" عام 2004. وفي الوقت نفسه، منحت ويتمان أكثر من 22.000.000 مليون دولار للمرشحين الجمهوريين، بما في ذلك العاملين بإيباي والأمريكيين المناصرين للغالبية من الجمهوريين، ومناصري النائب السابق توم ديلاي.

## حملة ويتمان لانتخابات حاكم ولاية كاليفورنيا 2010
فازت ميغ ويتمان بترشيح الحزب الجمهوري (معظم المرشحات المتنافسات في الانتخابات التمهيدية كن من الجمهوريات)، لتكون أول مليارديرة تترجم حنكتها في عالم الأعمال إلى السياسة. نادرًا ما كانت تتحدث ويتمان عن الجنسين في الأماكن العامة، وكثيرًا ما كانت تظهر خلال الحملة وحدها، من دون زوجها أو أولادها، وقدمت نفسها على أنها سيدة أعمال قوية منفردة بدلاً من أن تكون الأم أو الزوجة. وأظهرت النتائج الأولية أنها تتقدم على بويزنر بفارق يزيد عن اثنين إلى واحد.
وفي 10 فبراير 2009، أعلنت ويتمان عن نيتها الترشح لمنصب حاكم ولاية كاليفورنيا في انتخابات عام 2010. كانت حملتها معتمدة بشكل هائل على التمويل الذاتي. وأثناء الدعاية، أنفقت ويتمان على حملتها أكبر بكثير مما أنفق أي من المنافسين في تاريخ الولايات المتحدة بأسرها؛  لكنها خسرت في النهاية أمام منافسها جيري براون.

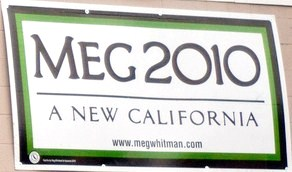
دعاية ويتمان في انتخابات حاكم ولاية كاليفورنيا، 2010

راهنت المرشحة الجمهورية ويتمان على الإطاحة بنجم هوليوود السابق، وحاكم ولاية كاليفورنيا بعد ولايتين شوارزنيجر. وهي تتنافس مع الديمقراطي جيري براون وزير العدل في الولاية وحاكمها من 1975 إلى 1983م.
ووفقًا لتقارير نهائية، أنفقت ويتمان على الحملة ما يقرب 144 مليون دولار أمريكي. وذكرت صحيفة «ديلي كولر» الإلكترونية أنها: «تميل إلى بعثرة أموالها في كل ما هو معروف بالدائرة السياسية في ولاية كاليفورنيا». وجاءت التعليقات على مدونة سياسية محافظة في سياق متصل مع أخبار بالتخطي الهائل لحجم إنفاقها على حملتها معدلات الإعلان بالسوق.
وصرح مؤسس المدونة بأن تناول تلك المسألة هي محاولة للتأثير على محتواها، وذكر أنه أخبر حملة ويتمان بأن «هناك فارق كبير جدًا بين الإعلانات والافتتاحيات».
وفي يونيو 2010، أصدرت ويتمان إعلان سياسي قالت فيه: «عمر تقضيه في السياسية، هو إرث من الفشل»،  والذي تضمن على ما يبدو شعار المدونة الذي تناولت المسألة؛ ليبدو في الإعلان كما لو أن جيري براون لا يزال ضحية لمدونة الفشل المتبنية للسخرية من تلك المسألة.
ومن ناحية أخرى طالب بين هه مؤسس شبكة مدونات «تشيز برجر»، الأم لمدونة «الفشل»؛  باعتذار وإزالة الفيديو؛ مشيرًا إلى تزوير الصورة. وصرح أيضًا بأن مرادفات الموقع لا تعرف التحيز، وأنه لا يناصر أي حزب أو مرشح على حساب آخر.
وفي 2 نوفمبر 2010، في تمام الساعة 11:35 مساءً، أقرت ويتمان بخسارتها أمام منافسها جيري براون قائلةً: «أًصبت بخيبة أمل سريعًا».

### سجلات التصويت
ذكرت صحيفة «ذا ساكرامينتو بي» أن ويتمان لم تصوت منذ 28 عامًا، بعد فحص سجلات التصويت لها في ولاية كاليفورنيا. ووصفت ويتمان سجل التوصيت خاصتها بال«فظيع»،  واعتذرت عن ذلك، وأعربت في الوقت نفسه عن سعادتها لمناقشتها مثل هذا الأمر.
وفي ردها على أسئلة بخصوص سجلات التصويت في سبتمبر، قالت ويتمان: «أعتقد أن ذلك كان لعدم انخراطي في الحياة السياسية لسنوات عديدة، وهو ما أرى الآن أنه كان يجب علي القيام به».

### صراع مع خادمة
في سبتمبر 2010، كشفت نيكي دياز سانتيلان عن عملها في منزل ويتمان عاملة نظافة ومربية أطفال من الفترة 2000-2009، رغم وضعها القانوني غير السليم كعاملة.
و كشفت حملة ويتمان عن وثائق تفيد بأن سانتيلان قدمت قبل عملها رخصة القيادة، وهوية الضمان الاجتماعي، والاستمارة؛  في حين أفادت سانتيلان بمعرفة ويتمان أن أوراقها غير موثقة، مستشهدة بخطاب من إدارة الضمان الاجتماعي، تقول بأن رقم الضمان الاجتماعي الخاص بسانتيلان غير مطابق لاسمها.
صرحت ويتمان بأنها لم «تتسلم أي من هذه الخطابات»؛  لكن عندما تم إظهار مذكرة عليها إمضاء يعتقد أنه لزوج ويتمان، اعترفت العائلة بأنه ربما تم استلامها، ولكنهم نسوها. ذكرت محامية سانتيلان، غلوريا الريد، بأنه تم طرد موكلتها من أجل حملة ويتمان.

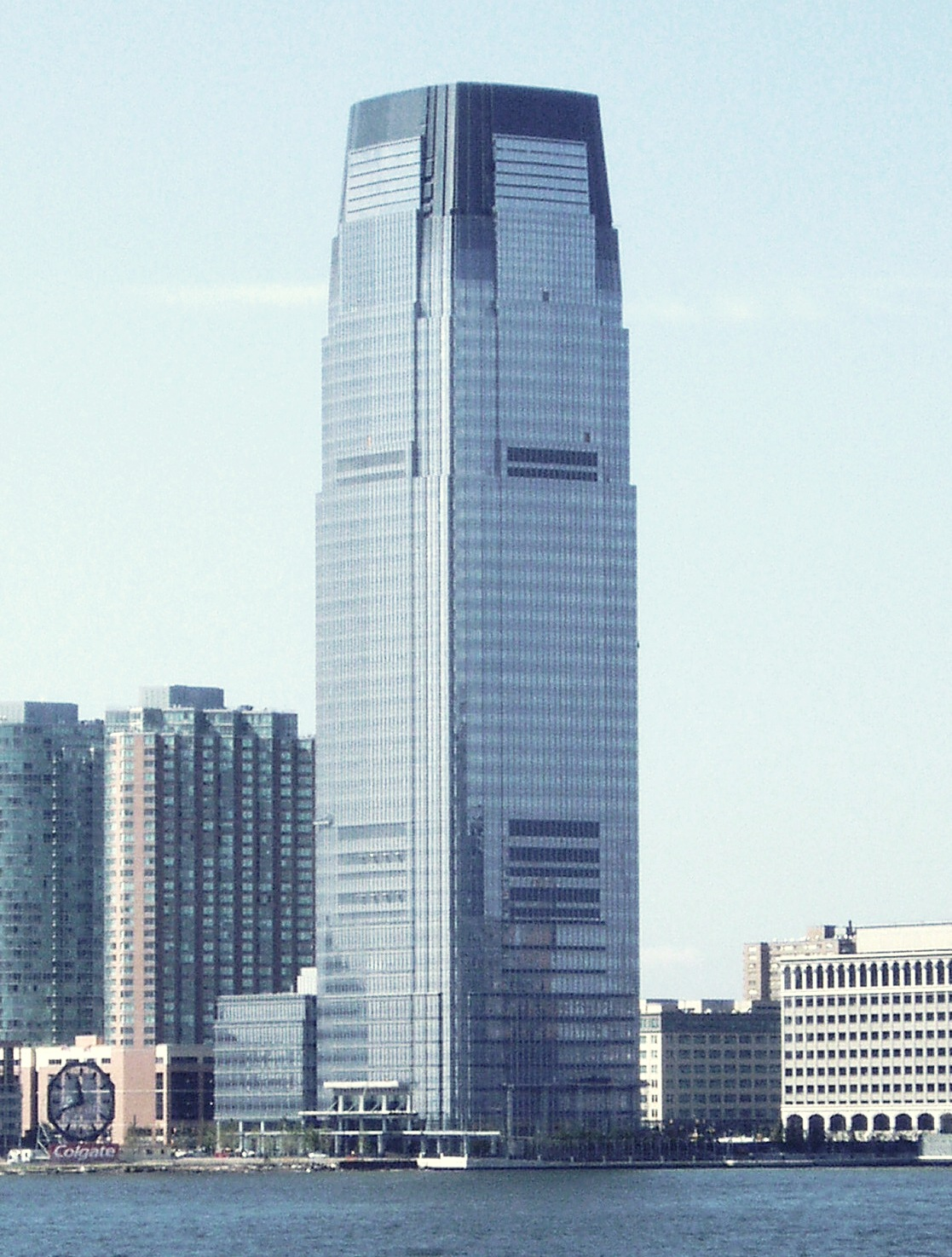
برج بنك غولدمان ساكس الواقع بمدينة نيوجيرسي

تمسكت حملة ويتمان بأن تلك الادعاءات تمثل هجومًا سياسيًا، زاعمة أن الريد مؤيدة لجيري براون. نفى كل من الريد، وسانتيلان، وبراون هذا الادعاء. صرح مدير المحامين الأمريكية للهجرة أنه «ليس كل ما يتطلبه القانون قدمته سانتيلان، لكن هناك قانون مكافحة التمييز الذي يلزم ويتمان بالمطالبة بالمزيد من الوثائق».
لكن آخرون اعترضوا على ذلك؛ حيث صرح محامي الهجرة جريج سيسكايند بأن ويتمان هي صاحبة العمل، وأن الوثائق التي تطلب القانون توقيعها لم تكن موجودة، ولا حتى رقم الضمان الاجتماعي. وذكر تلغراف «فورت وورث ستار» أن ويتمان: «قد وظفت سانتيلان، ودفعت لها راتبها مباشرة لمدة تسع سنوات دون الحاجة إلى إرسال شيء؛ وأنه كان عليها معرفة الوضع القانوني لتلك الخادمة».
ذكرت صحيفة نيويورك تايمز إلى أن الناخبين اللاتينيين وجدوا متعة أكثر من غيرهم في معاملة ويتمان لسانتيلان «مثل قطعة من القمامة»؛ حين لجأت الخادمة في مساعدتها إلى محامي هجرة، وقالت ويتمان لسانتيلان: «لا تعرفيني ولا أنا أعرفك».

### العلاقة مع بنك غولدمان ساكس
كان رؤساء بنك غولدمان ساكس الأمريكي قد تبرعوا ب 100,000 دولار لحملة ويتمان، في حين كانت بعض من أموال ويتمان في عهدتهم. في حين كانت ويتمان المدير التنفيذي لشركة إيباي، جنت ما يقارب 1,78 مليون دولار أمريكي جراء وسيلة «الغزل» المالية، والتي بموجبها يقوم المديرون التنفيذيون أصحاب الصفقات مع غولدمان ساكس بجني الأرباح عن طريق صفقات استباقية للاكتتابات التي يطرحها البنك على الفور قبل أن يقوم الجمهور بذلك.
وكانت ويتمان قد استقالت في وقت مبكر من مجلس إدارة بنك غولدمان ساكس بعد إداعاءات بتلقيها أسهم من البنك. وعقب استقالتها من مجلس الإدارة، صرح المتحدث باسم شركة إيباي لصحيفة «وول ستريت» قائلًا: «إذا أردنا الاستفادة من خدمات غولدمان، فقد نم تصرف ويتمان عن رفضها أن يكون البنك طرفًا في أي نزاع. ولقد قامت ويتمان بذلك لحرصها الشديد على سمعة ومكانة شركة إيباي».
ولما كانت ويتمان ضمن مجلس إدارة البنك، عملت ضمن لجنة التعويضات، الذي وافق على منح هنري بولسون –الرئيس التنفيذي وقتذاك- وكبار مساعديه، عدة ملايين من الدولارات مكافأة لهم.
وبحسب وثائق المال العام للدولة، فإن ويتمان حصلت على عدة ملايين من الدولارات حصة في 21 صندوق استثمار تابع لبنك غولدمان ساكس. ونظرًا لحجم الاستثمارات التي يساهم بها البنك في مالية ولاية كاليفورنيا، فقد أثار ذلك جدلًا كبيرًا عندما ترشحت ويتمان لمنصب حاكم كاليفورنيا.
وكرد فعل، تعهدت ويتمان بالقضاء على أي تضارب محتمل في المصالح، وذكرت علنًا بأنها ستبيع أسهمها في بنك غولدمان، ووضع استثماراتها التابعة لإدارة البنك لصالحه بثقة عمياء إذا أصبحت حاكم الولاية.

## إنجازات
تحولت ويتمان المديرة العادية التي لم يسمع عنها الكثيرون، إلى أقوى سيدة أعمال في العالم خلال فترة لا تتعدى عدة سنوات. ومنذ تسلم ويتمان، منصب المديرة التنفيذية لشركة إيباي في مارس (آذار) 1998 نمت عائدات الشركة من 5.7 مليون دولار أمريكي لتصل إلى نحو 4 مليارات دولار أمريكي، فيما وصلت قيمتها السوقية إلى حوالي 9.7 مليار دولار مع بداية الشهر الحالي طبقا لأسعار الأسهم في بورصة نيويورك. من هنا فقد أصبحت الشركة الأسرع نموًا في التاريخ، وبالتأكيد أسرع من نظيرتها مايكروسوفت أو ديل وحتى أي شركة أخرى على مستوى العالم خلال السنوات الثماني الأولى منذ توليها منصبها. هذه النسبة الكبيرة من الأرباح لم تتحقق بسبب أن الشركة لا تشتمل على مخزونات أو مصانع أو عدد كبير من الموظفين فحسب، بل لأن عملاء الشركة هم الذين يؤدون الوظائف؛ فهناك نحو 157.3 مليون مستخدم لموقع الشركة باختيار البضائع وتحديد الأسعار وإتمام كافة عمليات البيع والشراء، ومن ثم شحن بضائع تقدر قيمتها بنحو 39 مليار دولار. وهذه الحركة التجارية الضخمة والإلكترونية في أن تقودها ميغ التي يخضع لقيادتها أكثر من 8 آلاف موظف في نحو 30 دولة. ووفقًا للمحلل الاقتصادي أنطوني نوتو الذي يعمل لدى مؤسسة غولدمان ساش فإن «من كافة الشركات التي تعاملت معها لم أجد إلا إيباي التي استطاعت تحقيق كافة أهدافها»، ولعل الفضل يعود في ذلك إلى ميغ ويتمان، وعلى سبيل المثال فإنه في عام 2000 عندما كانت عائدات الشركة 431 مليون دولار، أعلنت ميغ أن إيباي ستحقق عائدات ستصل قيمتها إلى 3 مليارات دولار أمريكي بحلول عام 2005، ومن دون استغراب فإن عددًا محدودًا من المستثمرين صدقوا مثل هذا التصريح، حتى أن الشكوك امتدت آنذاك إلى مجلس الإدارة نفسه الذي تقوده ميغ. وفي الوقت الراهن تجاوزت عائدات الشركة ذلك الرقم وحققته قبل الموعد المرسوم بنحو السنة تقريبًا، لا بل أن هذا الرقم سيصل إلى 4 مليارات دولار.

## ارتفاع هائل لراتبها
حصلت ويتمان على زيادة كبيرة بالأجر بعدما ارتفع سعر أسهم شركة هوليت-باكارد إلى 30 دولارًا أمريكيًا عام 2011. ارتفع أجر ويتمان ب-17.6 مليون دولار بما في ذلك 12.7 مليون دولار خيارات أسهم و4.4 مليون دولار على هيئة أسهم. وهذا المبلغ أكبر بكثير من ال مليوني دولار التي حصلت عليها في عام 2012، إذ كانت تتقاضى مرتبًا إجماليًا قدره 15.4 مليون دولار. كما أن هذا الأجر أكثر بكثير مما خططت إدارة إتش بي أن تدفع لها في 2013 – 16.4 مليون دولار. يتكون الدخل الإضافي من مكافأة بقيمة 3.97 مليون دولار، والتي تمثل 132٪ من المكافأة المستهدفة المحددة لها، وفقًا لتقرير شركة إتش بي للجنة الأوراق المالية الأمريكية. وكان من المقرر أن تصل مكافأة ويتمان الأصلية إلى 3 ملايين دولار نقدًا. ولكن بعد أن انتعشت أسهم الشركة التي تملكها، وبلغ دخلها من الأسهم حوالي 3.71 مليون دولار أكثر مما كان مخططًا لها، الأمر الذي لم يسمح للشركة أن تدفعها نقدًا. لذلك، قرر مجلس الإدارة «تعويض» ارتفاع قيمة أسهمها من خلال دفع مبلغ إضافي بقيمة 260 ألف دولار نقدًا. ووفقا لمجلة فوربس القيمة الشخصية للمليارديرة ويتمان تصل إلى 1.9 مليار دولار. ومنذ انضمامها للشركة في عام 2011، حصلت على راتب شهري بقيمة 1 دولار فقط. ولكن كل ذلك تغير هذا العام عندما بدأت تحصل على راتب أساسي بقيمة 1.5 مليون دولار.

## احتفاء عالمي
في يوليو 2005، اختارت مجلة «فوربس» الأميركية ميغ ويتمان، المديرة التنفيذية لموقع المزاد الإلكتروني على شبكة الإنترنت -إيباي- خامس أقوى امرأة في العالم، وكأقوى سيدة أعمال في العالم. وقالت المجلة إن ويتمان استحقت ذلك اللقب لأنها تقود حاليًا أكبر «مزاد إلكتروني» في العالم، كما أنها استطاعت أن تتغلب على منافسين أقوياء مثل «ياهو» و«أمازون»، هذا فضلًا على كونها شخصية تملك ثروة تقدر بنحو 1.6 مليار دولار. وفي تصنيف مجلة فورتشن لأكثر السيدات نفوذًا لعام 2013، جاءت ويتمان في المرتبة التاسعة.

## مقولات

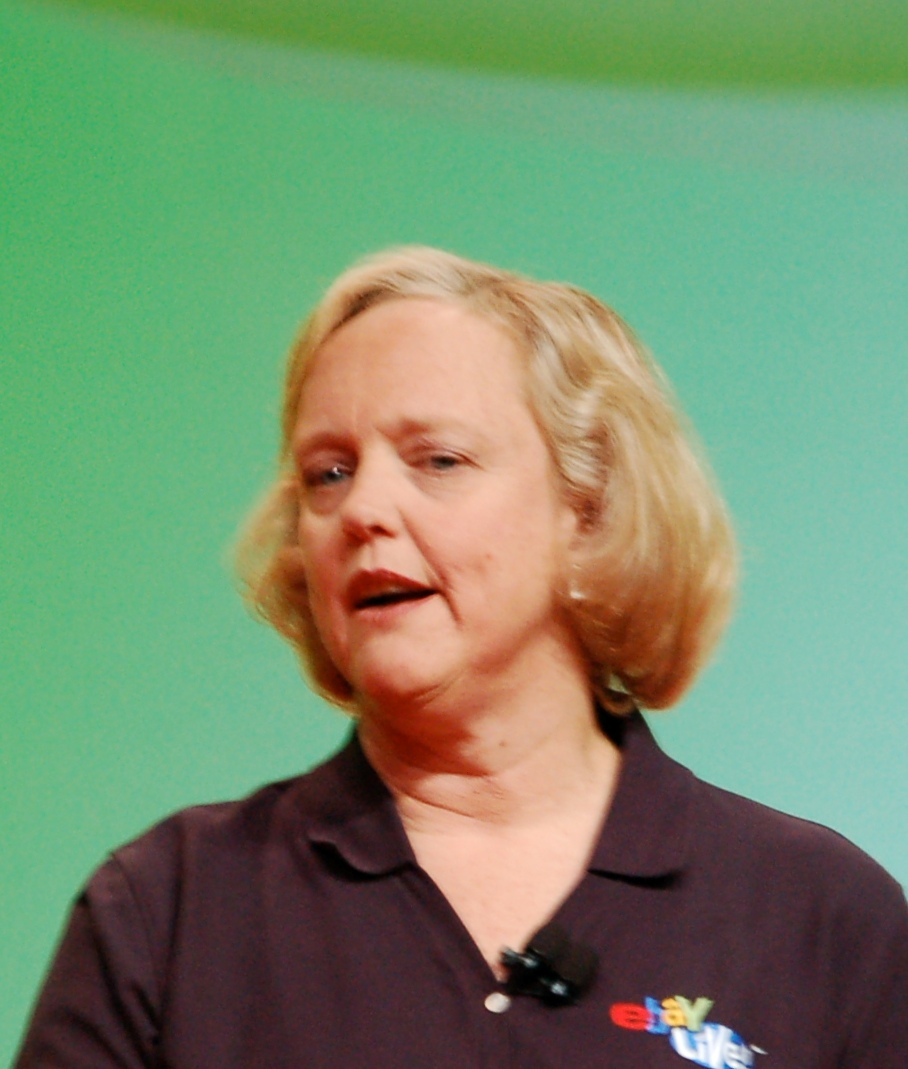
ميغ ويتمان، 2005

- «إذا لم نعادل بين نصيب التعليم من الاهتمام ونصيب الحروب وغزو الفضاء؛ فستصبح العواقب وخيمة، وسنفقد تدريجيًا قوتنا العاملة الفعالة».[132]
- «إن أهم ما تعلمته طوال سنواتي الماضية أن أي شيء يمكنه أن يتحقق بالعمل سويًا».[133]
- «ينبغي للقائد الناجح أن يحافظ على تركيز مؤسسته على الهدف. يبدو للوهلة الأولى أمرًا يسيرًا .. لكن على العكس، هو أمر صعب للغاية في ظل بيئة الأعمال التي تتسم بالتنافس المستمر، والتغير الدائم. كما عليه تحفيز الشركاء المحتملين على الانضمام له».[134][135]
- «لم أضع الكثير من الوقت لأكتشف كيف علي أن أتولى مهام الإدارة كامرأة، لكنني كنت استمتع بها. كان لذلك فائدة؛ إذ لم أنتقد نفسي .. وكان هذا العامل بعيدًا كل البعد عن مفرداتي في القيادة».[136]
- «خمن ماذا؟ العالم يتغير .. فقد عرفت إيباي التجارة الإلكترونية».
- «الكثير منا لا يستطع حتى التخيل».
- «تستغل بعض الشركات أسماؤها من الأفعال، وهذا رائع».[137]

## روابط خارجية
- ميغ ويتمان على موقع الموسوعة البريطانية (الإنجليزية)
- ميغ ويتمان على موقع مونزينجر (الألمانية)
- ميغ ويتمان على موقع إن إن دي بي (الإنجليزية)